# Daiane Limeira
Daiane Limeira Santos Silva, nota come Daiane Limeira o solamente Daiane (Uberlândia, 7 settembre 1997), è una calciatrice brasiliana, difensore del Portland Thorns e della nazionale brasiliana.

## Palmarès

### Club
- Coppa di Francia: 1

Paris Saint-Germain: 2017-2018
- Coppa di Norvegia: 1

Avaldsnes: 2017